# 5 groszy 1949

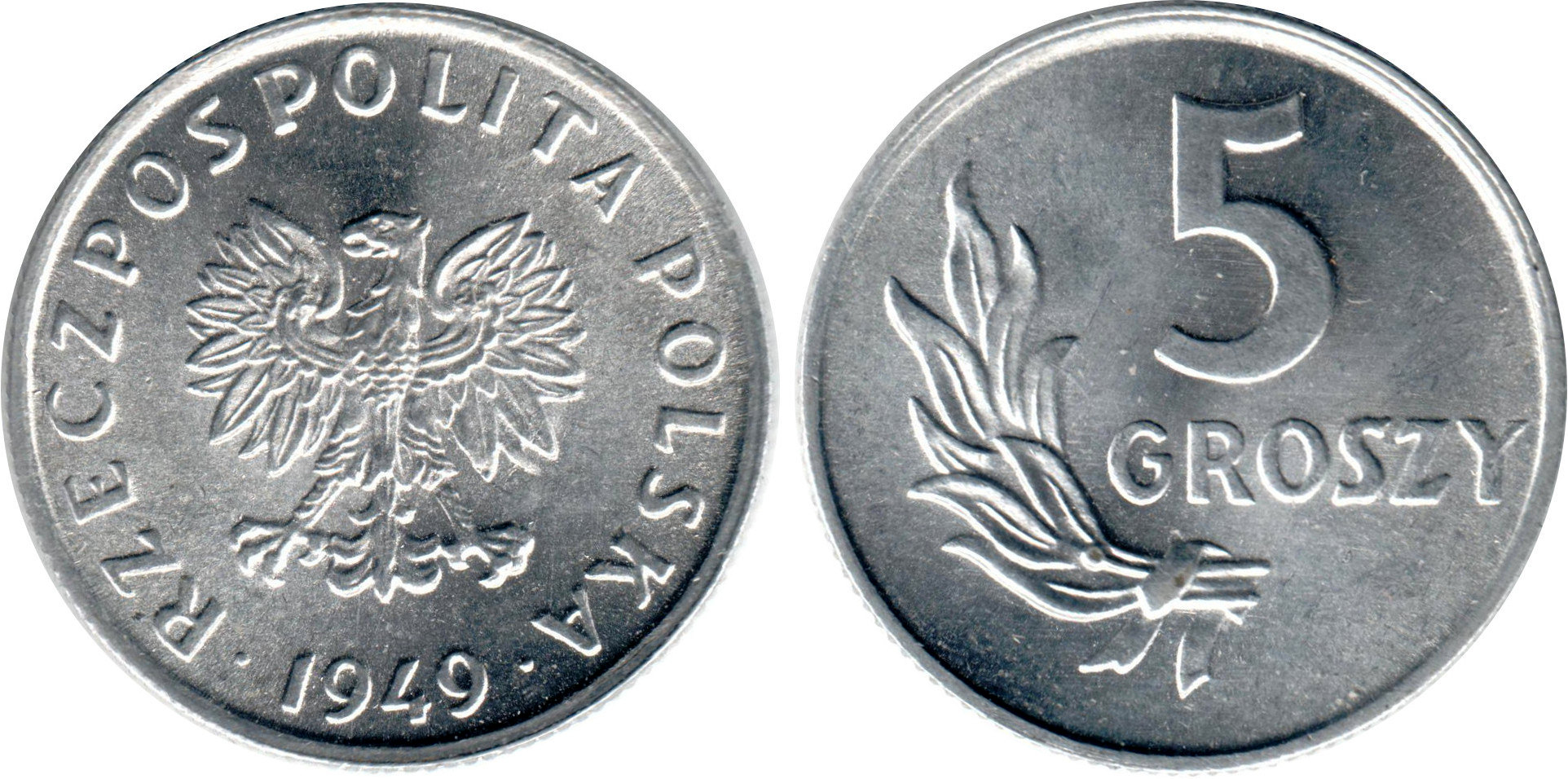
Odmiana w alupolonie

5 groszy 1949 – moneta pięciogroszowa, wybita w brązie i alupolonie (w niektórych źródłach jako aluminium). Odmiana w brązie została wprowadzona do obiegu 30 października 1950 r., zarządzeniem z 14 lutego 1951 r. (M.P. z 1951 r. nr 14, poz. 196), a odmiana w alupolonie 26 września 1956 r., zarządzeniem Ministra Finansów z 12 września 1956 r. (M.P. z 1956 r. nr 80, poz. 963). Obie odmiany zostały wycofane z obiegu 1 stycznia 1960 r. zarządzeniem Ministra Finansów z 17 kwietnia 1958 r. (M.P. z 1958 r. nr 31, poz. 177).
Na monecie nie ma umieszczonego znaku mennicy.

## Awers
W centralnym punkcie umieszczono godło – orła bez korony, poniżej rok 1949, dookoła napis „RZECZPOSPOLITA POLSKA” (nazwa państwa obowiązująca do 1952 roku).

## Rewers
Na tej stronie monety znajduje się cyfra „5”, poniżej napis „GROSZY”, a pod nim i z lewej strony gałązka.

## Nakład
Moneta została wybita z rantem gładkim w brązie (masa 3 gramy) oraz z rantem ząbkowanym (karbowanym) w alupolonie (masa 1 gram) według projektu Andreja Petera. Odmianę w brązie wybito w 1949 r. w liczbie 300 000 000 sztuk w Bazylei. Odmianę w alupolonie wybito w Kremnicy w liczbie 200 000 000 sztuk.

## Opis
Średnica monety jest identyczna ze średnicą pięciogroszówki wzoru 1923 bitej w okresie II Rzeczypospolitej. W przypadku odmiany w brązie identyczna jest również masa monet.
Odmiana w alupolonie już w dniu wprowadzania do obiegu miała niepoprawną nazwą państwa – od 1952 r. była to Polska Rzeczpospolita Ludowa.
Od 2 maja 1958 roku do 1 stycznia 1960, w obiegu krążyły obok siebie pięciogroszówki z nazwą państwa:
- Rzeczpospolita Polska (1949) oraz
- Polska Rzeczpospolita Ludowa (1958,1959)[8].

W niektórych źródłach z drugiego dziesięciolecia XXI w. jako formalna data wycofania 5-groszówki 1949 z alupolonu podawany jest 1 stycznia 1995, a nie 1 stycznia 1960 jak w przypadku wersji z brązu. Oznaczało by to, że z prawnego punktu widzenia obiegowymi były monety 5-groszowe zarówno z nazwą państwa Rzeczpospolita Polska, jak i Polska Rzeczpospolita Ludowa aż do dnia denominacji złotego z 1995 r.

## Wersje próbne
Istnieją wersje tej monety należące do serii próbnych w mosiądzu i niklu pierwsza z wklęsłym druga wypukłym napisem „PRÓBA”, wybite w nakładzie 100 i 500 sztuk odpowiednio. Katalogi podają również istnienie wersji próbnych technologicznych w tombaku, miedzioniklu, aluminium i mosiądzu (bez napisu „PRÓBA”) wybitych w nieznanych nakładach.